# Bureau des Longitudes
Bureau des Longitudes är en statlig institution i Paris, grundad 1795 för att befrämja olika delar av den astronomiska vetenskapen och dess tillämpningar inom geografi, navigation och geodesi. Bureau des Longitudes utger bland annat den astronomiska kalendern Connaissance des temps och Annales.